# Новокаховська міська рада
Новокахо́вська міська́ ра́да — орган місцевого самоврядування Новокаховська міська громади Каховського району Херсонській області. Новокаховська міська рада утворена 28 лютого 1952 року.

## Склад ради
Рада складається з 50 депутатів та голови.
- Голова ради: Коваленко Володимир Іванович
- Секретар ради: Лук'яненко Олександр Володимирович

### Керівний склад попередніх скликань
| ПІБ                          | Основні відомості                                                       | Дата обрання | Дата звільнення |
| ---------------------------- | ----------------------------------------------------------------------- | ------------ | --------------- |
| Коваленко Володимир Іванович | Міський голова, 1956 року народження, освіта вища, безпартійний         | 26.03.2006   | 31.10.2010      |
| Коваленко Володимир Іванович | Міський голова, 1956 року народження, освіта вища, член Партії регіонів | 31.10.2010   |                 |

Примітка: таблиця складена за даними джерела

### Депутати
За результатами місцевих виборів 2010 року депутатами ради стали:

#### За суб'єктами висування
| Суб'єкт висування                                                                    | Кількість обраних депутатів | %  |
| ------------------------------------------------------------------------------------ | --------------------------- | -- |
| Партія регіонів                                                                      | 27                          | 54 |
| Політична партія «Сильна Україна»                                                    | 5                           | 10 |
| Комуністична партія України                                                          | 4                           | 8  |
| Політична партія «Совість України»                                                   | 4                           | 8  |
| Політична партія Всеукраїнське об'єднання «Батьківщина»                              | 3                           | 6  |
| Народна партія                                                                       | 2                           | 4  |
| Політична партія «Третя Сила»                                                        | 2                           | 4  |
| Партія «Руський блок»                                                                | 1                           | 2  |
| Політична партія «УДАР (Український Демократичний Альянс за Реформи) Віталія Кличка» | 1                           | 2  |
| Політична партія «Фронт Змін»                                                        | 1                           | 2  |

#### За округами
| № округу                                                                             | Прізвище, ім'я, по батькові        | Дата визнання обраним | Освіта         | Партійна приналежність                                                                     | Відомості про обраного депутата |
| ------------------------------------------------------------------------------------ | ---------------------------------- | --------------------- | -------------- | ------------------------------------------------------------------------------------------ | --- |
| Комуністична партія України                                                          |                                    |                       |                |                                                                                            | |
| б/м                                                                                  | Пославський Станіслав Степанович   | 06.11.2010            | Освіта вища    | член Комуністичної партії України                                                          | пенсіонер |
| б/м                                                                                  | Севрюков Георгій Іванович          | 06.11.2010            | Освіта вища    | член Комуністичної партії України                                                          | НКГІ Київського університету «Україна», ректор                                                                                         |
| б/м                                                                                  | Каневський Григорій Олександрович  | 06.11.2010            | Освіта вища    | член Комуністичної партії України                                                          | ДЕЗ, директор |
| 17                                                                                   | П'ятецький Юрій Миколайович        | 06.11.2010            | Освіта вища    | позапартійний                                                                              | Ново каховський міський комітет, начальник відділу комунальному господарства                                                           |
| Народна Партія                                                                       |                                    |                       |                |                                                                                            | |
| 12                                                                                   | Гуртовий Анатолій Павлович         | 06.11.2010            | Освіта вища    | позапартійний                                                                              | Новокаховське шляхово-експлуатаційне управління, начальник комунального підприємства                                                   |
| 24                                                                                   | Кудін Володимир Володимирович      | 06.11.2010            | Освіта середня | позапартійний                                                                              | тимчасово не працює |
| Партія регіонів                                                                      |                                    |                       |                |                                                                                            | |
| б/м                                                                                  | Павловська Галина Миколаївна       | 06.11.2010            | Освіта середня | член Партії регіонів                                                                       | пенсіонер |
| б/м                                                                                  | Тищенко Іван Олександрович         | 06.11.2010            | Освіта вища    | член Партії регіонів                                                                       | Новокаховський політехнічний інститут, 1-й проректор                                                                                   |
| б/м                                                                                  | Лук'яненко Олександр Володимирович | 06.11.2010            | Освіта вища    | член Партії регіонів                                                                       | Новокаховська міська рада, секретар |
| б/м                                                                                  | Бондаренко Володимир Анатолійович  | 06.11.2010            | Освіта вища    | член Партії регіонів                                                                       | фізична особа-підприємець |
| б/м                                                                                  | Васильєв Віктор Іванович           | 06.11.2010            | Освіта вища    | член Партії регіонів                                                                       | Редакція газети «Нова Каховка», редактор                                                                                               |
| б/м                                                                                  | Євстратов Сергій Валентинович      | 06.11.2010            | Освіта вища    | член Партії регіонів                                                                       | фізична особа-підприємець |
| б/м                                                                                  | Рибак Андрій Миколайович           | 06.11.2010            | Освіта вища    | член Партії регіонів                                                                       | Дочірнє підприємство «Херсонські магістральні електричні мережі», начальник відділу                                                    |
| б/м                                                                                  | Дятлов В'ячеслав Володимирович     | 06.11.2010            | Освіта вища    | член Партії регіонів                                                                       | Новокаховська філія Відкритого акціонерного товариства «Київ-Дніпровське Промислового підприємства залізничного транспорту», начальник |
| б/м                                                                                  | Кафідов Андрій Олександрович       | 06.11.2010            | Освіта вища    | член Партії регіонів                                                                       | Центральна міська лікарня м. Нова Каховка, лікар                                                                                       |
| б/м                                                                                  | Дяконенко Григорій Пантелійович    | 12.11.2010            | Освіта вища    | член Партії регіонів                                                                       | ТОВ «Новокаховський електромеханічний завод», начальник виробничого відділу                                                            |
| 1                                                                                    | Весенчук Валерій Іванович          | 06.11.2010            | Освіта вища    | позапартійний                                                                              | Каховська рефрижераторна дільниця, начальник                                                                                           |
| 2                                                                                    | Іванов Віталій Вікторович          | 06.11.2010            | Освіта вища    | позапартійний                                                                              | Одеська залізниця, начальник Каховського вагонного депо                                                                                |
| 3                                                                                    | Сироватка Володимир Миколайович    | 06.11.2010            | Освіта вища    | позапартійний                                                                              | Головне управління праці та соціального захисту громадян, заступник начальника управління праці та державної допомоги                  |
| 4                                                                                    | Риженко Микола Олексійович         | 06.11.2010            | Освіта вища    | позапартійний                                                                              | Управління Північно- Кримського каналу, начальник Управління                                                                           |
| 6                                                                                    | Кирильчук Анатолій Сергійович      | 06.11.2010            | Освіта вища    | позапартійний                                                                              | Приватне акціонерне товариство «Завод крупних електричний машин», помічник генерального директора                                      |
| 8                                                                                    | Шигіда Станіслав Вікторович        | 06.11.2010            | Освіта вища    | позапартійний                                                                              | Товариство співвласників багатоповерхового будинку «Молодіжний», голова правління                                                      |
| 9                                                                                    | Чертков Павло Васильович           | 06.11.2010            | Освіта середня | позапартійний                                                                              | Новокаховська спілка ветеранів Афганістану та воїнів інтернаціоналістів, голова                                                        |
| 11                                                                                   | Розломій Павло Іванович            | 06.11.2010            | Освіта вища    | позапартійний                                                                              | Аудиторська компанія «Фінансові ресурси», технічний директор                                                                           |
| 13                                                                                   | Власов Юрій Валентинович           | 06.11.2010            | Освіта середня | позапартійний                                                                              | фізична особа-підприємець |
| 14                                                                                   | Олійник Іван Васильович            | 06.11.2010            | Освіта вища    | позапартійний                                                                              | пенсіонер |
| 15                                                                                   | Кубатко Геннадій Петрович          | 06.11.2010            | Освіта вища    | позапартійний                                                                              | Дочірнє підприємство «Херсонські магістральні електричні мережі», заступник директора                                                  |
| 16                                                                                   | Лук'яненко Тетяна Вікторівна       | 06.11.2010            | Освіта вища    | позапартійна                                                                               | ТОВ «Новокаховський меблевий комбінат», директор                                                                                       |
| 18                                                                                   | Загоруйко Костянтин Павлович       | 06.11.2010            | Освіта вища    | позапартійний                                                                              | фізична особа-підприємець |
| 19                                                                                   | Гудкова Наталія Володимирівна      | 06.11.2010            | Освіта вища    | позапартійна                                                                               | Відкритий міжнародний університет розвитку людини «Україна», доцент                                                                    |
| 21                                                                                   | Власенко Володимир Дмитрович       | 06.11.2010            | Освіта вища    | позапартійний                                                                              | Будинок культури Відкритого акціонерного товариства "Агропромислова фірма «Таврія», директор                                           |
| 22                                                                                   | Яницький Юрій Вадимович            | 06.11.2010            | Освіта вища    | позапартійний                                                                              | Центральна міська лікарня м. Нова Каховка, завідувач відділення                                                                        |
| 25                                                                                   | Феодосов Олександр Анатолійович    | 06.11.2010            | Освіта вища    | позапартійний                                                                              | ДП «Таврія-2» ВАТ "Агро промислова фірма"Таврія", директор                                                                             |
| Партія «Руський блок»                                                                |                                    |                       |                |                                                                                            | |
| б/м                                                                                  | Кузнецов В'ячеслав Вікторович      | 06.11.2010            | Освіта вища    | член партії «Руський блок»                                                                 | КП «Торговельного центра», директор |
| Політична партія Всеукраїнське об'єднання «Батьківщина»                              |                                    |                       |                |                                                                                            | |
| б/м                                                                                  | Довбня Олександр Віталійович       | 06.11.2010            | Освіта вища    | член Всеукраїнського об'єднання «Батьківщина»                                              | Відділ у справах сім'ї та молоді, начальник                                                                                            |
| б/м                                                                                  | Найдьонов Олександр Павлович       | 06.11.2010            | Освіта вища    | член Всеукраїнського об'єднання «Батьківщина»                                              | ВАТ БМУ№ 8, директор |
| б/м                                                                                  | Ярмій Павло Олексійович            | 06.11.2010            | Освіта вища    | член Всеукраїнського об'єднання «Батьківщина»                                              | КП «Регіонального розвитку», директор                                                                                                  |
| Політична партія «Сильна Україна»                                                    |                                    |                       |                |                                                                                            | |
| б/м                                                                                  | Стеценко Володимир Іванович        | 06.11.2010            | Освіта вища    | позапартійний                                                                              | тимчасово не працює |
| б/м                                                                                  | Бородаєнко Сергій Вікторович       | 06.11.2010            | Освіта вища    | позапартійний                                                                              | Каховська ГЕС, директор |
| б/м                                                                                  | Васильєва Людмила Миколаївна       | 06.11.2010            | Освіта вища    | член Політичної партії «Сильна Україна»                                                    | ТОВ «Каховка НЕТ», директор |
| 10                                                                                   | Курдов Олександр Михайлович        | 14.11.2010            | Освіта вища    | член Політичної партії «Сильна Україна»                                                    | тимчасово не працює |
| 23                                                                                   | Ракша Тетяна Іванівна              | 06.11.2010            | Освіта вища    | позапартійна                                                                               | Дніпрянська загальноосвітня школа, директор                                                                                            |
| Політична партія «Совість України»                                                   |                                    |                       |                |                                                                                            | |
| б/м                                                                                  | Подрез Василь Олександрович        | 06.11.2010            | Освіта вища    | член Політичної партії «Совість України»                                                   | приватний підприємець |
| б/м                                                                                  | Джуманіязова Параскева Василівна   | 06.11.2010            | Освіта середня | член Політичної партії «Совість України»                                                   | приватний підприємець |
| 5                                                                                    | Михайлова Олена Олександрівна      | 06.11.2010            | Освіта вища    | позапартійна                                                                               | приватний підприємець, правозахисник                                                                                                   |
| 7                                                                                    | Ісаков Ілля Леонідович             | 06.11.2010            | Освіта вища    | позапартійний                                                                              | військовослужбовець |
| Політична партія «Третя Сила»                                                        |                                    |                       |                |                                                                                            | |
| б/м                                                                                  | Литвин Ігор Йосипович              | 06.11.2010            | Освіта вища    | член Політичної партії «Третя Сила»                                                        | Новокаховська міська рада, заступник міського голови                                                                                   |
| 20                                                                                   | Крамчанін Сергій Алімович          | 06.11.2010            | Освіта вища    | позапартійний                                                                              | приватний підприємець, приватний нотаріус                                                                                              |
| Політична партія «УДАР (Український Демократичний Альянс за Реформи) Віталія Кличка» |                                    |                       |                |                                                                                            | |
| б/м                                                                                  | Черепанов Костянтин Ігорович       | 06.11.2010            | Освіта вища    | член Політичної партії «УДАР (Український Демократичний Альянс за Реформи) Віталія Кличка» | ТОВ "Інвестиційна компанія «Дніпровська Хвиля», менеджер                                                                               |
| Політична партія «Фронт Змін»                                                        |                                    |                       |                |                                                                                            | |
| б/м                                                                                  | Миронець Віталій Васильович        | 06.11.2010            | Освіта вища    | член Політичної партії «Фронт Змін»                                                        | приватне підприємство, директор |